# Dendrobium lomatochilum
Dendrobium lomatochilum är en orkidéart som beskrevs av Gunnar Seidenfaden. Dendrobium lomatochilum ingår i släktet Dendrobium, och familjen orkidéer.
Artens utbredningsområde är Vietnam. Inga underarter finns listade i Catalogue of Life.